# Tākaka
Tākaka ist ein Ort im Tasman District auf der Südinsel von Neuseeland.

## Geographie
Der Ort befindet sich rund 34 km nordnordwestlich von Motueka im Südosten der Golden Bay / Mohua direkt am New Zealand State Highway 60, der von Motueka aus über den Tākaka Hill Saddle durch das Flusstal des Tākaka River hierher führt. Der Fluss fließt westlich am Ort vorbei und mündet wenige Kilometer nördlich in die Golden Bay / Mohua. Rund 23 km südlich befindet sich die kleine Ansiedlung Upper Tākaka, ebenfalls am Tākaka River und am State Highway 60 liegend. Eine weitere Siedlung names East Tākaka liegt auf halber Strecke zwischen den anderen Orten.

## Geologie
Westlich des Abel Tasman National Park, beginnend von den Pikikiruna Range in südwestlicher Richtung über den 791 m hohen Tākaka Hill hin zu den Wharepapa / Arthur Range zieht sich ein Gebiet, in dem Marmor gefunden und abgebaut wird. Weitere Bodenschätze, wir Gold, Silber, Kupfer und Asbest sind in der Gegend ebenfalls zu finden.

## Geschichte
Tākaka wurde 1854 gegründet. Ende der 1850er Jahre fand man in der Gegend um Tākaka Gold, doch der dadurch verursachte Goldrausch weilte nur kurz. Wenige Jahre später zogen die Goldsucher nach Otago, als dort der Otago-Goldrausch begann. In den 1960er Jahren wurde der Ort für Künstler und Kunsthandwerker attraktiv.

## Bevölkerung
Die Volkszählung von 2013 ermittelte für den Ort 1236 Einwohner. Das sind 7,6 % mehr als im Jahr 2006.

## Wirtschaft
Heute findet man in dem Ort eine Kunst- und Kunsthandwerksszene vor, die vor allem durch Maler, Töpfer, Schmiede- und Schmuckhersteller geprägt ist.

## Sehenswürdigkeiten
Ein Heimatmuseum, das die Geschichte des Ortes präsentiert, eine Galerie im 1899 errichteten Postamt, das Arbeiten regionaler Künstler zeigt, und der östlich gelegene Abel Tasman National Park zählen zu den Sehenswürdigkeiten des Ortes und seiner Umgebung.

## Sport
Für sportliche Aktivitäten sind Surfen in der Golden Bay / Mohua, Kajakfahren auf dem Tākaka River und Gleitschirmfliegen von den Hügeln der Umgebung möglich.

## Söhne und Töchter der Stadt
- Kerry Hill (* 1947), Sprinter und Weitspringer
- Jenny Rose (* 1964), Triathletin
- Jack Bauer (* 1985), Radrennfahrer